# Deogarh
Deogarh (o Debagarh) è una suddivisione dell'India, classificata come municipality (i.e. "comune"), di 20.085 abitanti, capoluogo del distretto di Deogarh, nello stato federato dell'Orissa. In base al numero di abitanti la città rientra nella classe III (da 20.000 a 49.999 persone).

## Geografia fisica
La città è situata a 21° 31' 60 N e 84° 43' 60 E e ha un'altitudine di 191 m s.l.m..

## Società

### Evoluzione demografica
Al censimento del 2001 la popolazione di Deogarh assommava a 20.085 persone, delle quali 10.512 maschi e 9.573 femmine. I bambini di età inferiore o uguale ai sei anni assommavano a 2.506, dei quali 1.284 maschi e 1.222 femmine. Infine, coloro che erano in grado di saper almeno leggere e scrivere erano 13.512, dei quali 7.820 maschi e 5.692 femmine.